# کیرپیچنوگو زاوودا ۱
کیرپیچنوگو زاوودا ۱ (به لاتین: Kirpichnogo zavoda 1) یک منطقهٔ مسکونی در روسیه است که در استان آستراخان واقع شده‌است.